# Elisabeth Báthory

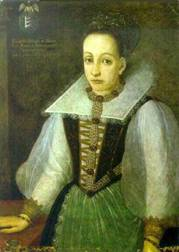
Elisabeth Báthory

Elisabeth Báthory (Hongaars: Báthory Erzsébet; Slowaaks: Alžbeta Bátoriová (-Nádašdy)) (Nyírbátor, 7 augustus 1560 – Csejthe, 21 augustus 1614) was een Hongaarse gravin die in kasteel Csejte bij Trencsén woonde, in het huidige Slowakije. Ze is de bekendste seriemoordenaar in de Slowaakse en Hongaarse geschiedenis en staat in het Guinness Book of Records als moordenares met de meeste doden op haar naam.

## Levensloop
Báthory werd geboren in een Hongaarse, protestantse familie. Haar ouders waren baron György Báthory van Ecsed en Anna Báthory. Al op elfjarige leeftijd werd zij verloofd met graaf Ferenc Nadasdy, een militair, en op haar vijftiende trouwden zij. Een jaar voor het huwelijk zou Báthory bevallen zijn van een dochter, die werd afgestaan.
Het koppel ging wonen in het kasteel van Sárvár. Tussen 1585 en 1594 schonk Báthory het leven aan drie kinderen. In 1604 overleed haar echtgenoot aan een geïnfecteerde wonde.
In 1610 werd door haar neef György Thurzó, palatijn van koning Matthias II,  een onderzoek geopend naar haar vermeende misdaden. Haar kasteel Csejte (het huidige Čachtice in Slowakije) werd doorzocht. Báthory werd opgesloten in haar kasteel en vier vermeende handlangers werden opgepakt op verdenking van het martelen en vermoorden van 30 tot 40 meisjes en jonge vrouwen, naar aanleiding van verklaringen van dorpsbewoners uit die tijd. Er gaan verhalen dat dit aantal in werkelijkheid honderden tot 650 jonge vrouwen zou kunnen bedragen. Een kanttekening bij deze cijfers is dat de getuigen baat hadden bij een veroordeling van Báthory. Ze erfden namelijk van haar.
De vier handlangers werden een week na de arrestatie veroordeeld. Drie van hen kregen de doodstraf en de vierde (Katarína Benická) levenslang. Báthory zelf werd nooit officieel veroordeeld, maar in afzondering opgesloten en ingemetseld in haar eigen kasteel. Hier stierf ze vier jaar later. Haar adelstand voorkwam dat ze de doodstraf kreeg.

## Legendes

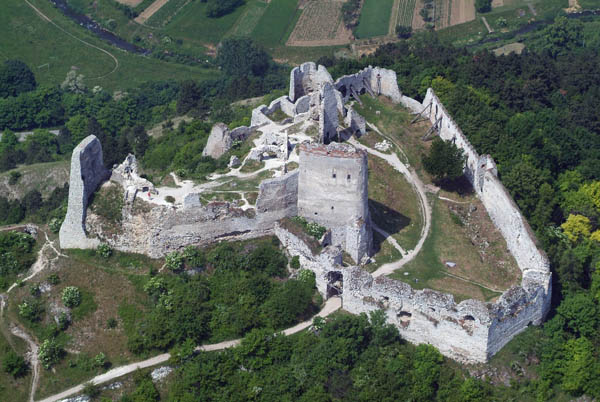
Kasteel Čachtice

Er bestaan verschillende versies van de verhalen over Báthory's moorddadige geschiedenis. De meest aangehaalde is die waarin ze van haar man de fijne kneepjes van het martelvak zou hebben geleerd. Bovendien zou ze hier een sadistisch genoegen in hebben geschept. Haar man was weinig thuis en de jonge gravin verveelde zich. Daarom liet ze boeren oppakken en martelen tot de dood erop volgde. 
Toen een dienstmeid tijdens het kammen iets te hard aan Báthory's haren trok, gaf de gravin haar een klap die het meisje deed bloeden. Haar handen zaten onder het bloed, glommen en zagen er in de ogen van de gravin jonger uit. Báthory zou de woorden "bloed is de eeuwige jeugd" hebben gesproken en liet vanaf dat moment jonge meisjes van boerenfamilies oppakken en vermoorden, om vervolgens in hun bloed te baden. Deze praktijken zouden daarop tussen de 600 en 700 boerenmeisjes en dienstmeiden het leven hebben gekost. Pas toen de gravin ook adellijke meisjes voor haar doeleinden ging vermoorden, werd er ingegrepen. Ze werd opgepakt in december 1610. Haar helpers werden gedood en Báthory zelf opgesloten in een kamer zonder ramen, met alleen een spleet voor lucht, eten en drinken. Vier jaar later overleed ze daar.
Ook bestaat er een versie van Báthory's geschiedenis die stelt dat ze op elfjarige leeftijd verkracht werd door haar toen achttienjarige neef. Hierdoor zou ze waangedachtes hebben gekregen.
Báthory's historische bijnamen zijn onder meer de Bloedgravin en Gravin Dracula, verwijzend naar Graaf Dracula.

## In de media

### Boeken
- Countess Dracula — Michel Parry (1971)
- The Blood Countess — Andrei Codrescu (1995)
- Erzsebet — Hanna de Heus (1998)
- Countess Dracula — Tony Thorne (1998)
  - In het Nederlands verschenen als De bloedgravin
- Buffy the Vampire Slayer: Tales of the Slayer, Vol. 1 (verhaal: Die Blutgrafin) — Yvonne Navarro (2001)
- The Bloody Countess: Atrocities of Erzsebet Bathory — Valentine Penrose & Alexander Trocchi (2006)
- De vloek van Odi — Maite Carranza (2007)
- Bathory: Memoir of a Countess — A. Mordeaux (2008)
- Infamous Lady: The True Story of Countess Erzsébet Báthory — Kimberly L. Craft (2009)
- Dandelions in the Garden — Charlie Courtland (2009)
- The Hidden Will of the Dragon — Charlie Courtland (2010)
- The Progeny — Tosca Lee (2011)
  - In het Nederlands verschenen als Bloedverwant
- The Private Letters of Countess Erzsebet Bathory — Kimberly L. Craft (2011)
- Elizabeth Bathory (A Play in Five Scenes) — Edward Eaton (2012)
- Countess Dracula — Guy Adams (2013)
- The Bathory Legend — Jozo Niznansky (2013)
- House of Bathory — Linda Lafferty (2014)
- Bathory's Secret — Romina Nicolaides (2014)
- In The Obsidian Chamber — Douglas Preston & Lincoln Child (2016) komt de klavecimbel van Elisabeth Báthory voor
- Firstborn — Tosca Lee (2017)
  - In het Nederlands verschenen als Eerstgeboren
- Blood Countess — Lana Popovic (2020)
- Bloodless — Douglas Preston & Lincoln Child (2021)
  - In het Nederlands verschenen als Bloedeloos

### Film
Op historische feiten gebaseerd:
- In 1974 maakte de Poolse regisseur Walerian Borowczyk het vierluik Contes Immoraux. Het tweede luik vertelt het perverse verhaal van de gravin die jonge meisjes slacht voor hun bloed.
- De film Bathory uit 2008 gaat over de geschiedenis van en legendes rond Báthory, die hierin gespeeld wordt door de Engelse actrice Anna Friel.
- The Countess uit 2009 behandelt eveneens de historische geschiedenis van Báthory, ditmaal gespeeld door Julie Delpy, die de film ook regisseerde. In deze film wordt de gravin getoond die verteerd door onzekerheid en liefdesverdriet in staat wordt gebracht om tot haar gruwelijke daad, het doden van honderden meisjes om hun bloed om haar jeugdigheid te bewaren, te kunnen komen. Echter wordt in de film ook twijfel geuit of ze deze misdaden daadwerkelijk heeft begaan, of dat ze het slachtoffer is van een complot tegen haar. Haar machtige positie als protestantse vrouw was een doorn in het oog van de katholieke machthebbers en van de mannelijke adel in Oost-Europa. De goedgelovigheid van de bevolking zou in dat geval tegen haar gebruikt zijn.

Geïnspireerd door:
- Les lèvres rouges/Daughters of Darkness (Nederlandse titel Dorst naar bloed) is een gestileerde thriller en cultfilm uit 1971, geregisseerd door Harry Kümel. Het verhaal speelt zich af in het Thermae Palace Hotel te Oostende. De Franse actrice Delphine Seyrig zet vampier-gravin Elisabeth Báthory neer als een charismatisch en sensueel personage, gefascineerd door een pasgehuwd koppel dat in het hotel verblijft.
- Countess Dracula uit 1971 is een Hammer-film met Ingrid Pitt als de op Báthory gebaseerde Elisabeth Nodosheen, een rol die ze in 1998 herhaalde op het muziekalbum Cruelty and the Beast van Cradle of Filth.
- In Stay Alive uit 2006 duikt de Bloedgravin op in verband met een computerspel dat de hoofdpersonages spelen.
- In de film Hostel 2 (2007) van regisseur Eli Roth zit een martel- (en uiteindelijk moord)scène die geïnspireerd werd door de link die Báthory legde tussen bloed van jonge meisjes en jeugdig blijven. Het personage genaamd Lorna wordt hierbij gekneveld boven een leeg bad gehangen. Een sadiste – op de aftiteling vermeld als Mrs. Bathory – gaat daarna in de badkuip liggen. Al stekend en snijdend met een zeis in het nog levende meisje, baadt Mrs. Bathory vervolgens in haar bloed.
- In 2007 werd er een geanimeerde Hellboy-film gemaakt, genaamd Hellboy Animated: Blood and Iron waarin Hellboy en zijn vrienden het opnemen tegen Ersebet Ondrushko, in 1939 al een keer door de jonge professor Bruttenholm vernietigd. Ersebet baadt in het bloed van maagden om jong te blijven.
- In Metamorphosis[3] (2007) zijn Keith en zijn vrienden in Hongarije op zoek naar een klooster waar Elisabeth Báthory zou zijn overleden. Hierbij worden ze geholpen door ene Elizabeth. Deze Elizabeth blijkt de dochter van Elisabeth Báthory te zijn. En heeft de tijd 'overleefd' doordat ze vampier is... Christopher Lambert heeft zich ook nog geleend voor een rolletje in deze B-film.
- In Fright Night 2 (2013) is Báthory (vertolkt door Jaime Murray) een van de hoofdrolpersonages.
- In Lady of Csejte (2015) wordt Báthory vertolkt door Svetlana Khodchenkova.

### Televisie
- In het programma GHI worden de catacomben en het kasteel van Báthory onderzocht op paranormale activiteiten.
- In het National Geographic-programma Bloody Tales of Europe wordt het verhaal behandeld.

### Muziek
Ook zijn er verschillende bands die inspiratie halen uit de verhalen rond Báthory.
- De Britse metal band Venom schreef het nummer Countess Bathory, dat verscheen op het album Black Metal. Zanger Cronos verklaarde dat hij het verhaal vergelijkt met de excessen in de plastische chirurgie van vandaag de dag: "...Even a story like Countess Bathory. I think it is a fascinating, FASCINATING story...". "...When you look at people today and how everybody's running to the doctor for plastic surgery and things like that, we haven't really changed a lot in thousands and thousands of years".[4]
- De Zweedse bands Bathory en Marduk refereerden aan de gravin, hoewel die laatste daarbij Tormentor coverde.
- Cradle of Filth wijdde een heel album aan Báthory, onder de titel Cruelty and the Beast. Het album beschrijft haar leven als de blood countess. Directe verwijzingen op het album zijn de nummers Cruelty Brought Thee Orchids, Báthory Aria en Portrait of the Dead Countess.
- Tormentor heeft een nummer over de gravin genaamd Elisabeth Báthory, afkomstig van hun album Anno Domini.
- Kamelot heeft drie nummers over de Blood Countess, genaamd Elizabeth Part I, II & III, ook wel Kamelot-Mirror Mirror, Kamelot- Elizabeth (Reqieum for the innocent) en Kamelot-Fall from Grace genoemd.
- Drone metal-band Sunn O))) heeft een nummer dat Báthory Erzsébet heet.
- De Zweedse band Ghost heeft een track genaamd Elizabeth op hun debuutalbum Opus Eponymous.
- De Italiaanse band Viper Kiss schreef het lied Lady Liz, geïnspireerd door de gravin.

### Stripboeken
In de stripboekenreeksen Requiem de Vampierridder en Claudia de Vampierridder is Báthory de echtgenote van Dracula.